# 克特切
克特切，是匈牙利绍莫吉州所辖的一个村。总面积19.54平方公里，总人口501，人口密度25.6人/平方公里（2011年1月1日）。